# Alberto Errera
Alberto Israel Errera (em grego:  Αλβέρτος Ερρέρα, 15 de janeiro de 1913 – agosto de 1944) foi um oficial greco-judeu e membro da resistência antinazista. Foi membro do Sonderkommando em Auschwitz-Birkenau de maio a agosto de 1944.
Ele participou da preparação da Revolta do Sonderkommando de 1944. É um dos possíveis autores das fotografias do Sonderkommando. Errera morreu em Auschwitz-Birkenau.

## Biografia
Errera nasceu em Salonica, Grécia. Antes da guerra, foi soldado do Exército Helênico, onde foi promovido a oficial e alcançou o posto de capitão . Casou-se com uma mulher chamada Matthildi de Lárissa, onde se estabeleceu e era dono de um supermercado. Ele se juntou aos guerrilheiros e ao Exército de Libertação do Povo Grego durante a ocupação alemã da Grécia, trabalhando como fornecedor de alimentos. Ele adotou o nome cristão Alex (Alekos) Michaelides, ou, segundo seu sobrinho, Alexandros Alexandris. Na noite de 24 de março de 1944, foi preso pelos alemães em Larissa, juntamente de um grupo de 225 judeus, e depois encarcerado no campo de concentração de Haidari . Segundo o sobrinho, ele foi capturado, não como judeu, mas como esquerdista. Ele foi deportado de Atenas em 2 de abril e chegou a Auschwitz em 11 de abril, quando foi um dos 320 gregos (atribuídos números de série de 182.440 a 182.759) selecionados para trabalhar. Seu número era 182.552. Depois de passar dois dias na Sauna Zentral em Birkenau, ele e os outros gregos viveram no Bloco 12 da Männerquarantäne Lager de 13 de abril a 11 de maio. Depois foi selecionado, junto com 100 gregos, para fazer parte do Sonderkommando . Ele foi designado para o trabalho de Heizer (" foguista "), um membro do Sonderkommando designado para o forno crematório, no Birkenau Krematorium V. Alter Fajnzylberg fala sobre sua constituição atlética e Leon Cohen descreve sua força incomum. De acordo com Filip Müller, Leon Cohen, e o historiador e companheiro de prisão Hermann Langbein, Errera estava entre aqueles que participaram ativamente nos preparativos para a Revolta do Sonderkommando, ao lado de Yaacov Kaminski, Jankiel Handelsmann, Jukl Wrobel, Josef Warszawski, um homem chamado Władek, Giuseppe Baruch e Zalman Gradowski, entre outros.
Segundo Izack Cohen, que trabalhou no Kanada Kommando, Errera era o líder do grupo de resistência grego no Crematório V. Ele tentou recrutar Izack Cohen para o grupo de resistência.
Através do testemunho de Alter Fajnzylberg, foi revelado que foi Errera quem tirou as famosas " fotografias do Sonderkommando " no início de agosto de 1944, com a ajuda de Dawid Szmulewski, outro membro da resistência, e três outros membros do Sonderkommando, Szlama Dragon, seu irmão, e Alter Fajnzylberg, que manteve a vigilância. Depois de tirar as fotos, Errera enterrou a câmera no solo do acampamento, para recuperá-la e descobri-la posteriormente.
Em 9 de agosto de 1944, durante o transporte das cinzas dos crematórios que seriam despejadas no Vístula, Errera tentou convencer seus três co-detentos (incluindo Hugo Baruch Venezia e Henri Nechama Capon) a escapar, mas eles recusaram . Uma vez no local, Errera surpreendeu os dois Schupos que o acompanhavam com uma pá e mergulhou no Vístula. Ele foi capturado durante os próximos dois ou três dias, torturado e morto. Como era habitual quando um fugitivo era capturado, o corpo de Errera foi exposto na entrada do campo masculino (BIId ) como exemplo para os demais presos.
Errera foi premiado pelo governo grego na década de 1980 pela sua contribuição na resistência grega durante a Segunda Guerra Mundial .

## As fotografias doSonderkommando
Durante muitos anos, o autor das fotografias do Sonderkommando era desconhecido. As fotografias foram creditadas como anônimas ou, por padrão, atribuídas a Dawid Szmulewski, que mencionou um judeu grego chamado Alex. A história dessas fotos foi registrada nos escritos de Alter Fajnzylberg, que evoca a figura do judeu grego chamado Alex (embora tenha esquecido o sobrenome). Em maio de 1978, Fajnzylberg respondeu a uma carta do Museu Auschwitz-Birkenau, sobre as fotografias. Ele escreveu:
Foi Alex, da Grécia, mas não me lembro o nome dele, quem tirou as fotografias. Ele morreu durante uma fuga durante o transporte de cinzas de pessoas incineradas. Estas cinzas eram regularmente despejadas no Sola ou no Vístula. Alex desarmou ambas as escoltas SS e jogou seus rifles no Vístula. Ele morreu durante a perseguição. Não me lembro onde a câmera e outros documentos foram enterrados porque foi Alex quem fez esse trabalho.
No entanto, nos seus diários escritos imediatamente após a guerra, Fajnzylberg menciona a tentativa de fuga de um judeu grego chamado Aleko Errera. Sua fuga atingiu Fajnzylberg também foi contada por várias testemunhas sobreviventes: Errikos Sevillias, Shlomo Venezia , Leon Cohen, Marcel Nadjary , Dr. Henryk Mandelbaum, Albert Menasche, Daniel Bennahmias e Eddy de Wind .

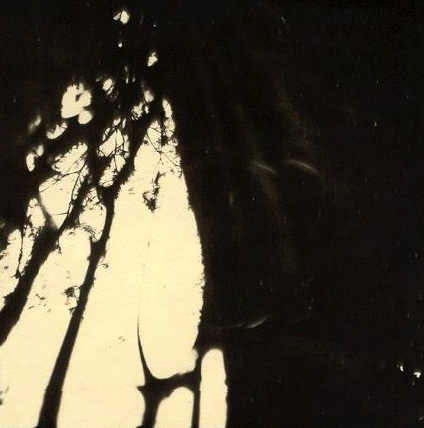
Sonderkommando em Auschwitz-Birkenau, agosto de 1944 (foto clandestina)
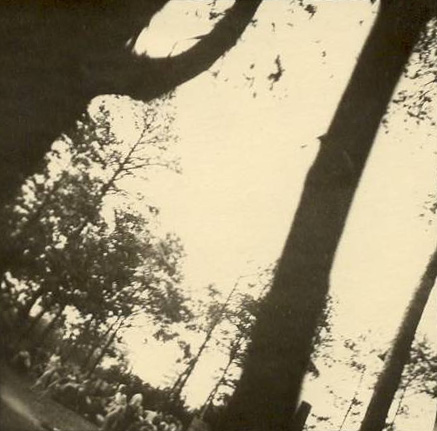
Sonderkommando em Auschwitz-Birkenau, agosto de 1944 (foto clandestina). Mulheres sendo despidas antes de irem being às Câmaras de Gás
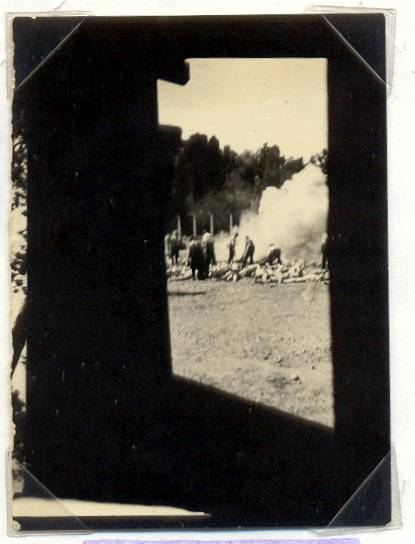
Sonderkommando em Auschwitz-Birkenau, agosto de 1944 (foto clandestina). Queima dos cadáveres
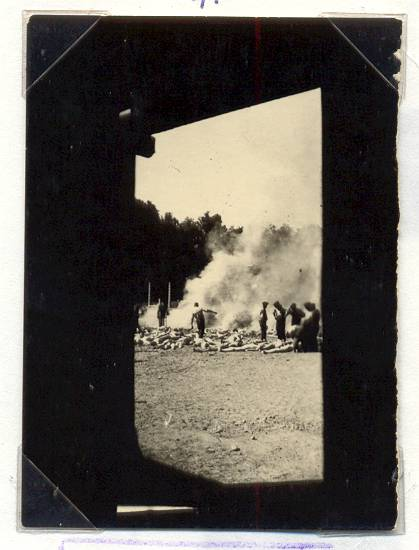
Sonderkommando em Auschwitz-Birkenau, agosto de 1944 (foto clandestina). Queima dos cadáveres